# Ravenel (Carolina del Sur)
Ravenel es un pueblo ubicado en el condado de Charleston en el estado estadounidense de Carolina del Sur. El pueblo en el año 2000 tiene una población de 2.214 habitantes en una superficie de 31.9 km², con una densidad poblacional de 69.3 personas por km². 

## Geografía
Ravenel se encuentra ubicado en las coordenadas 32°46′41″N 80°13′16″O / 32.77806, -80.22111. Según la Oficina del Censo, el pueblo tiene un área total de 31,9 km² (12,3 mi²), de la cual 31,9 km² (12,3 mi²) es tierra y 0 km² (0 mi²) (0.0%) es agua.

### Localidades adyacentes
El siguiente diagrama muestra a las localidades en un radio de 24 kilómetros (14,9 mi) de Ravenel.

## Demografía
En el 2000 la renta per cápita promedia del hogar era de $33.021, y el ingreso promedio para una familia era de $36.477. El ingreso per cápita para la localidad era de $15.495. En 2000 los hombres tenían un ingreso per cápita de $33.009 contra $21.306 para las mujeres. Alrededor del 18.30% de la población estaba bajo el umbral de pobreza nacional. 